# José Ramírez Gamero
Pour les articles homonymes, voir Ramírez et Gamero.
José Ramírez Gamero (né le 13 juin 1938 à Durango (Durango) et mort le 7 juillet 2022) est un homme politique mexicain. 
Il est le gouverneur de l'État mexicain de Durango entre le 15 septembre 1986 et le 14 septembre 1992,.